# Ramappa
Chrám Ramappa (hindsky रामप्पा मंदिर) nebo také Rudreshwara je hinduistický chrám z 13. století ve stylu tehdejší dynastie Kakatiya zasvěcený hinduistickému bohu Šivovi. Nachází ve vesnici Palampet uprostřed zemědělských polí v indickém státě Telangána. Byl pojmenován podle architekta Ramappy, kterým byl navržen.
Dne 25. července roku 2021 byl chrám prohlášen za světové dědictví UNESCO.

## Galerie

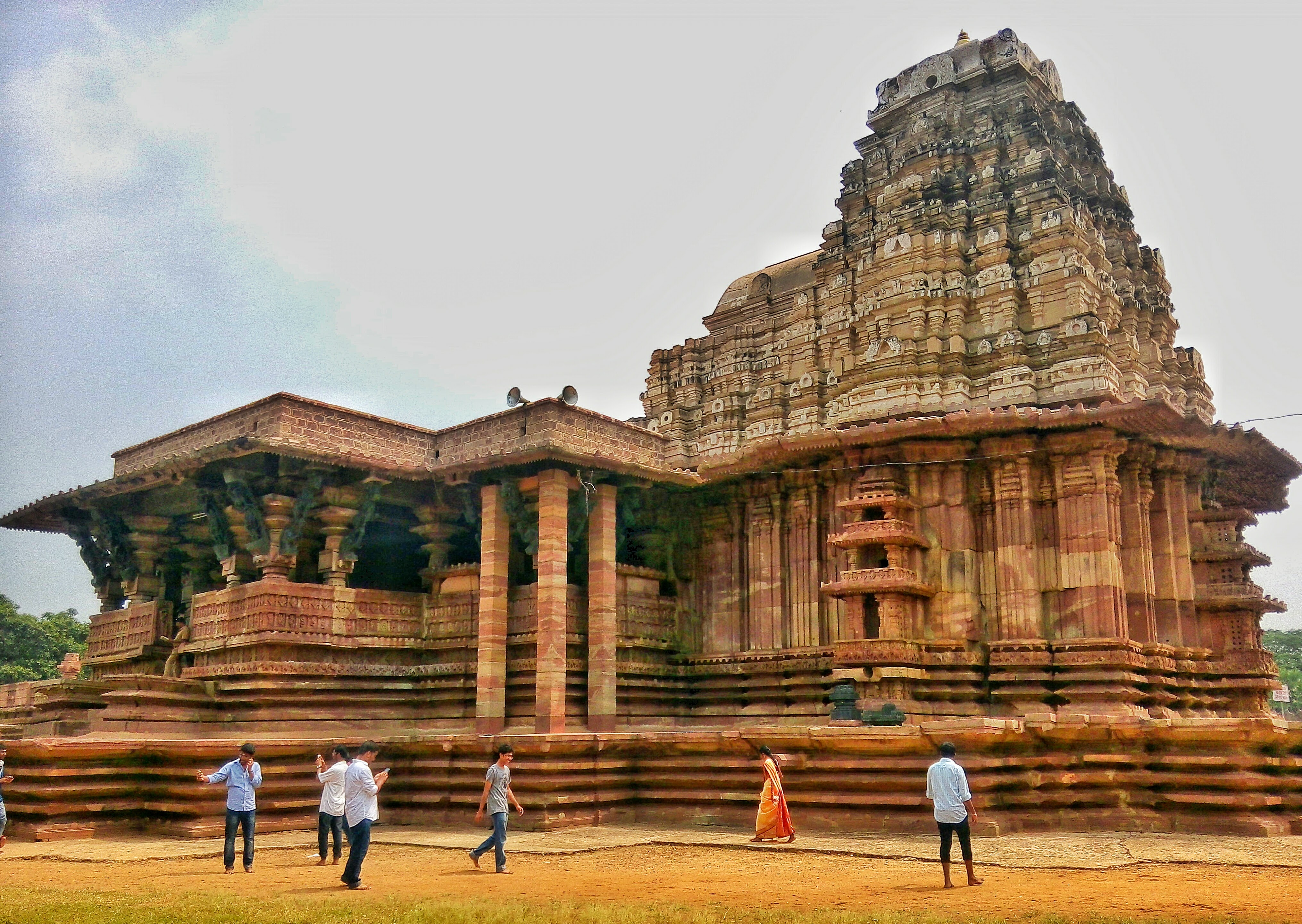
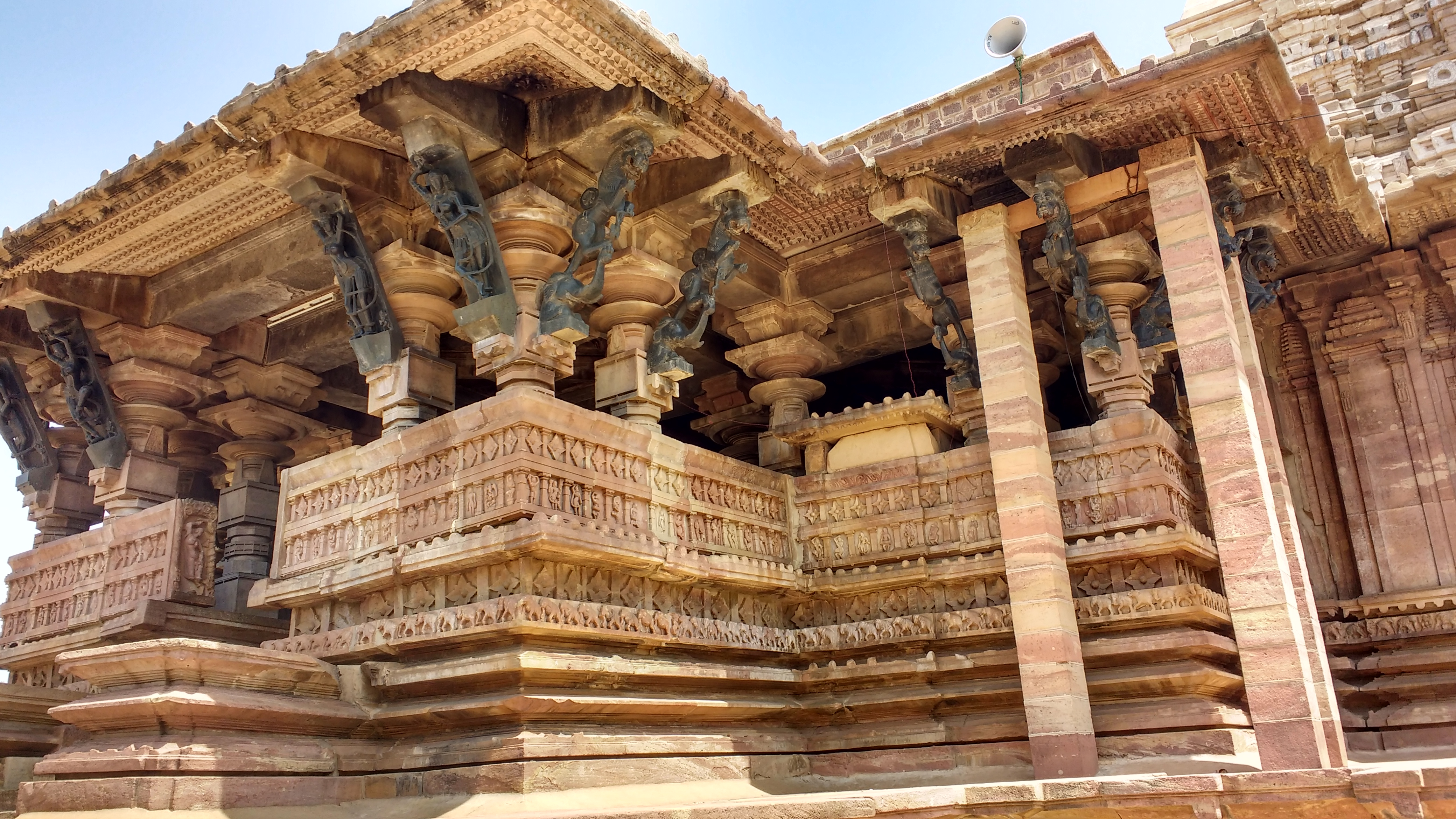
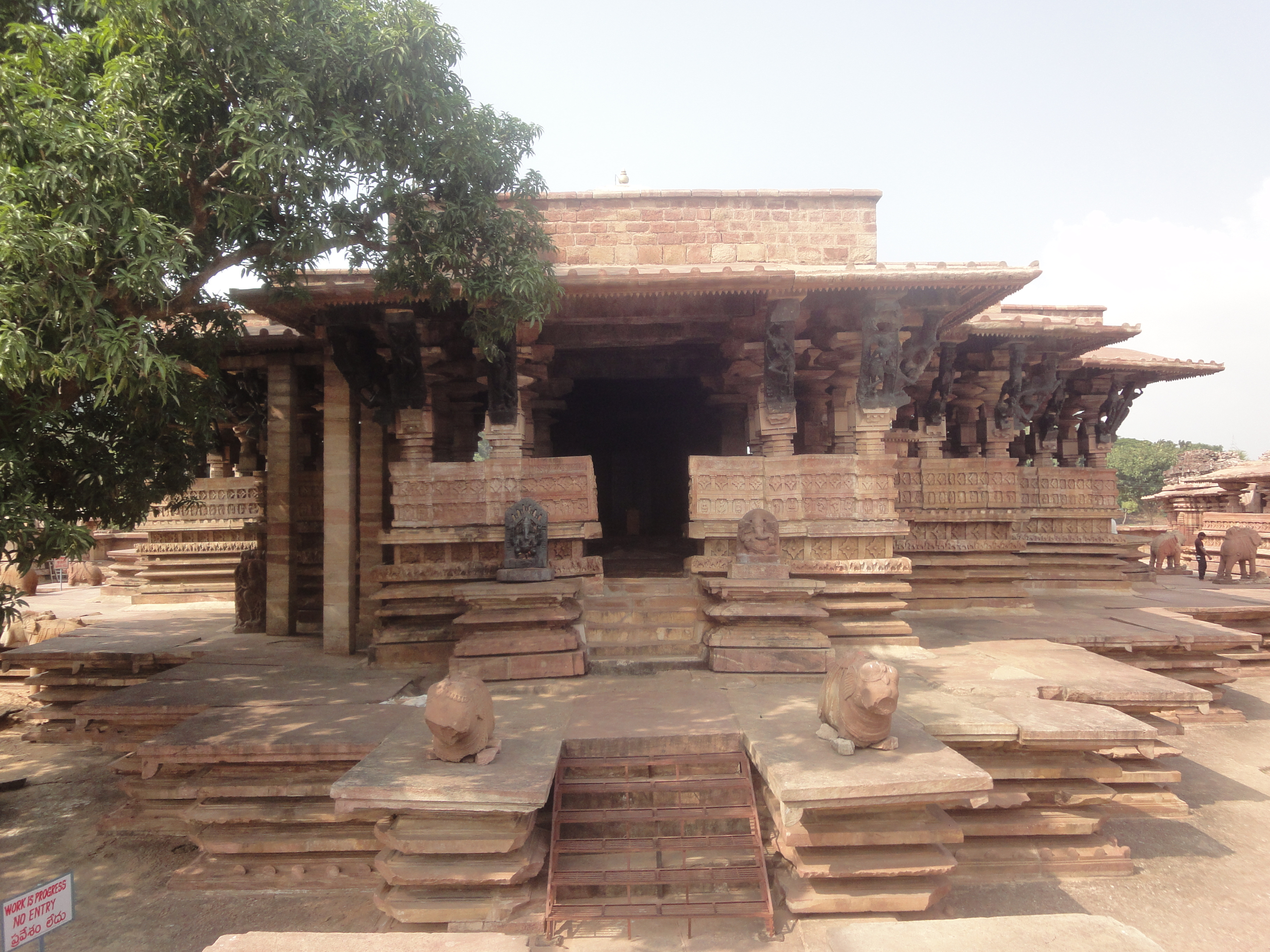
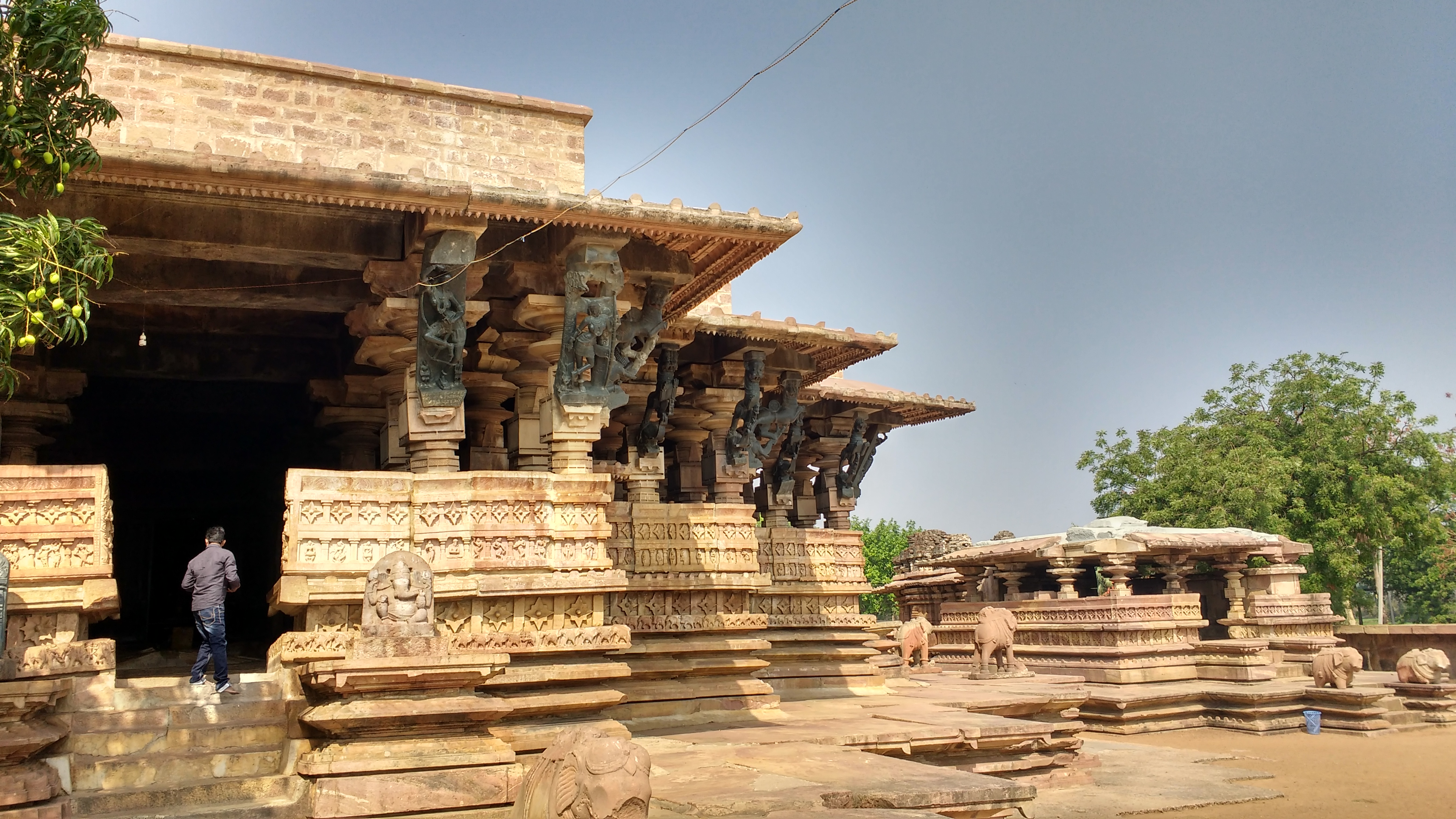
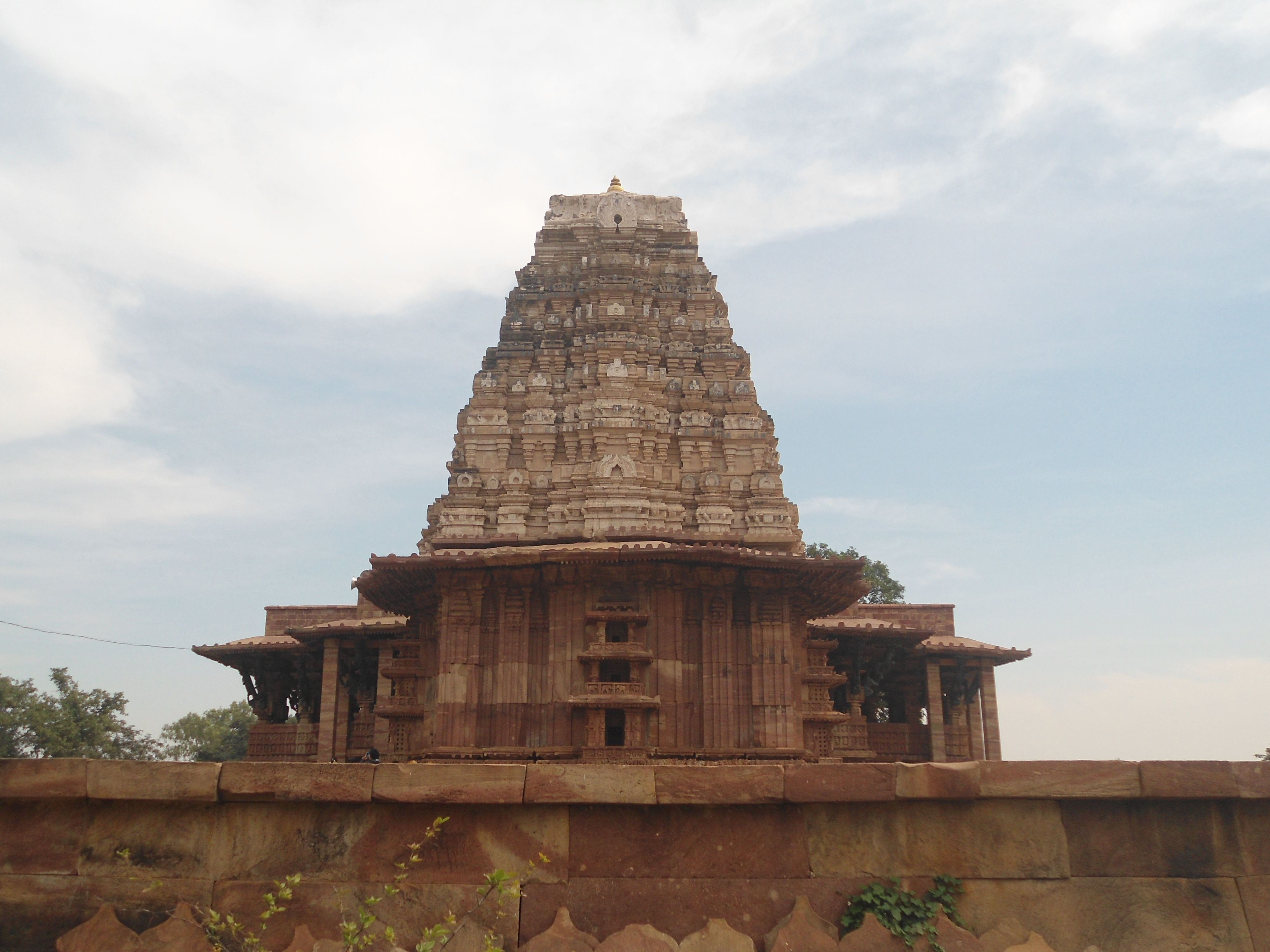
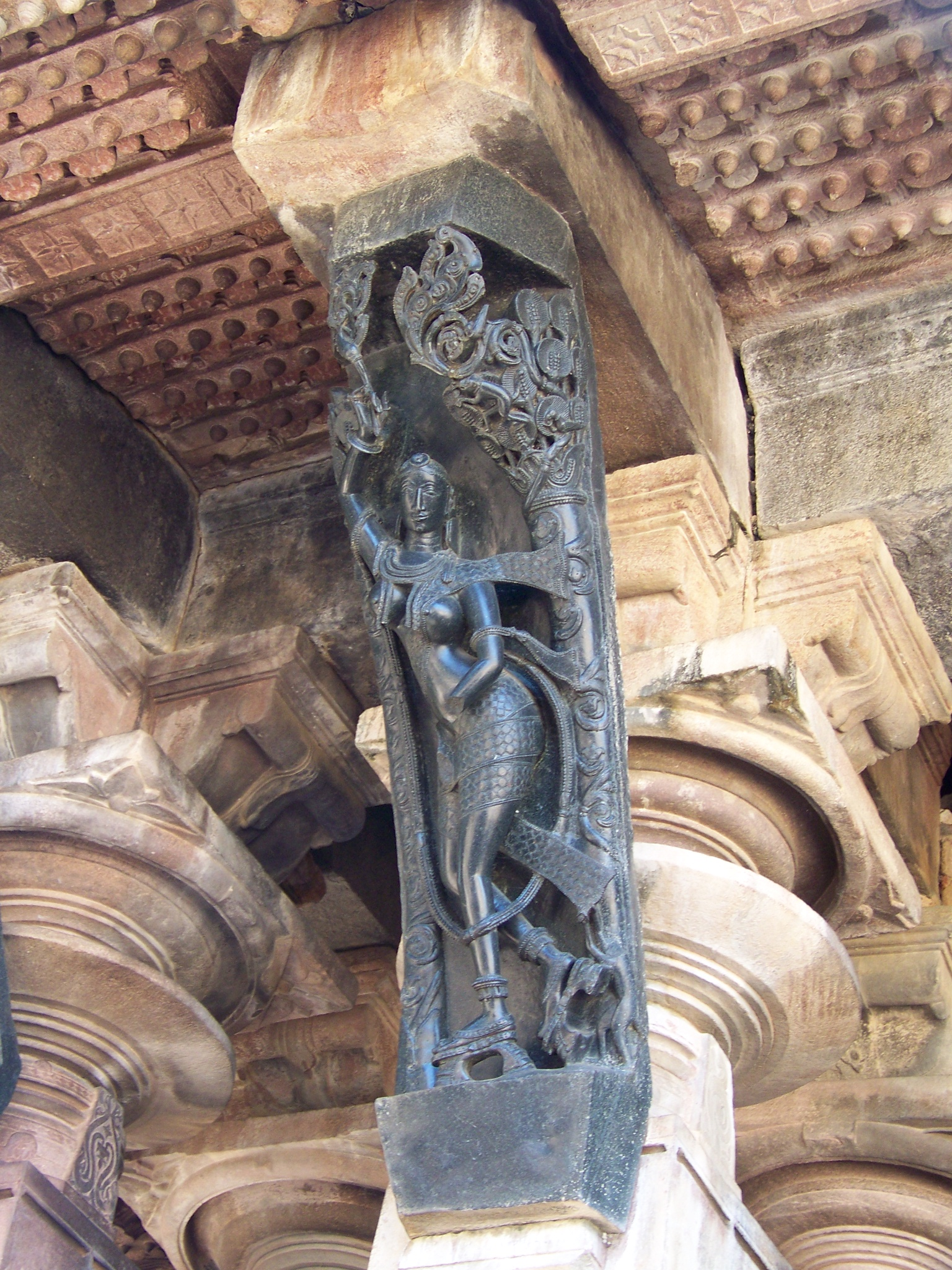
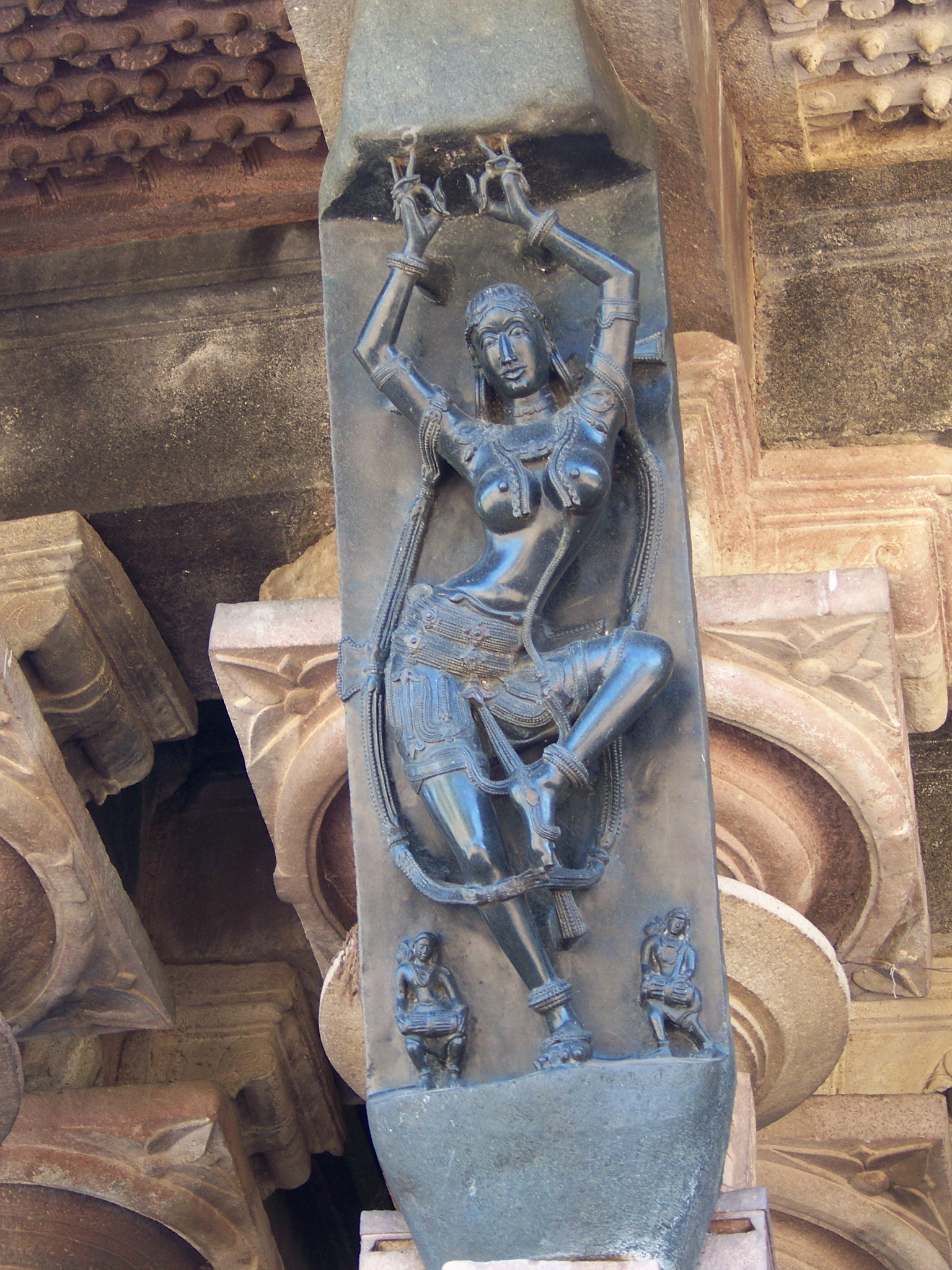
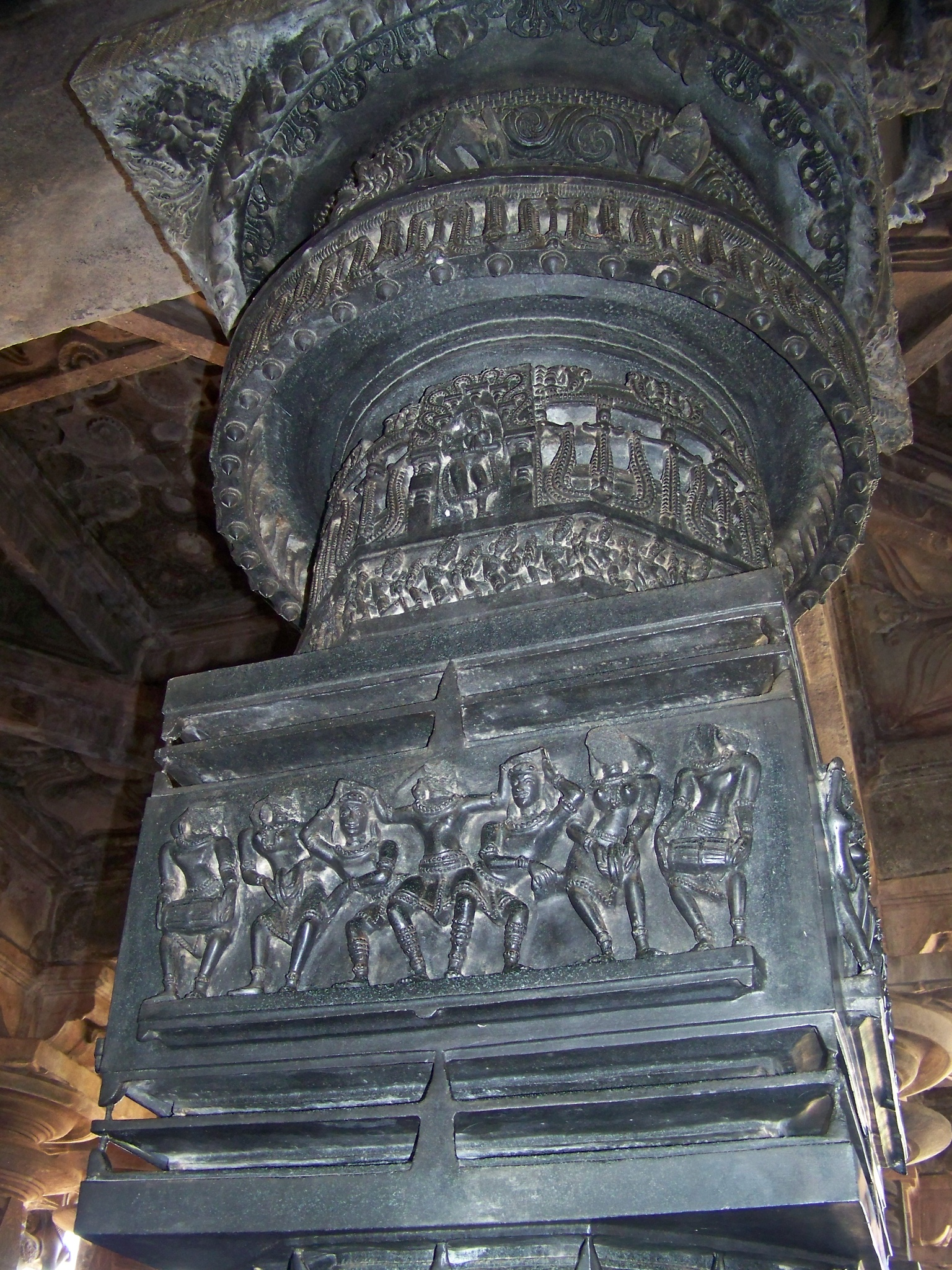
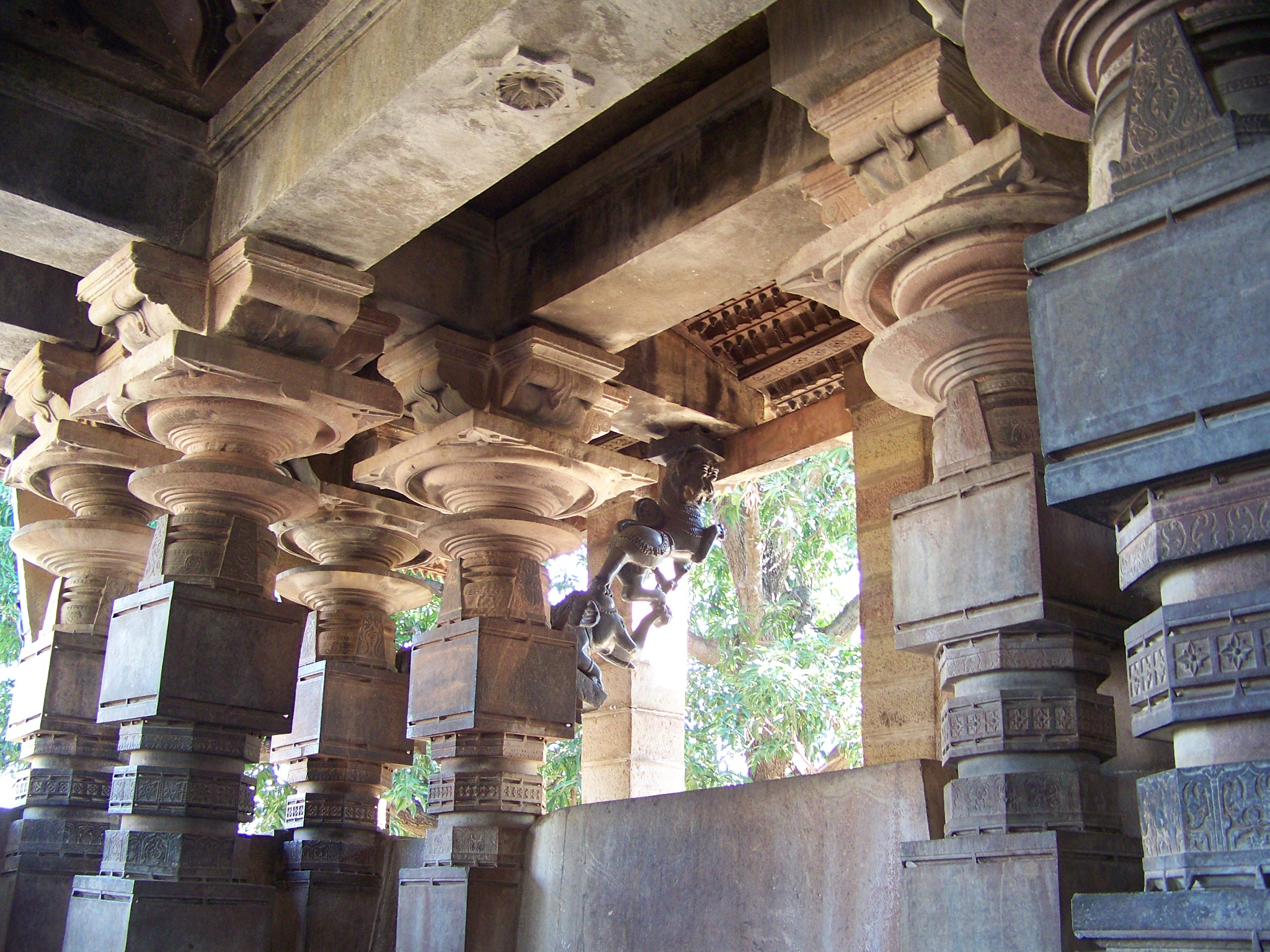
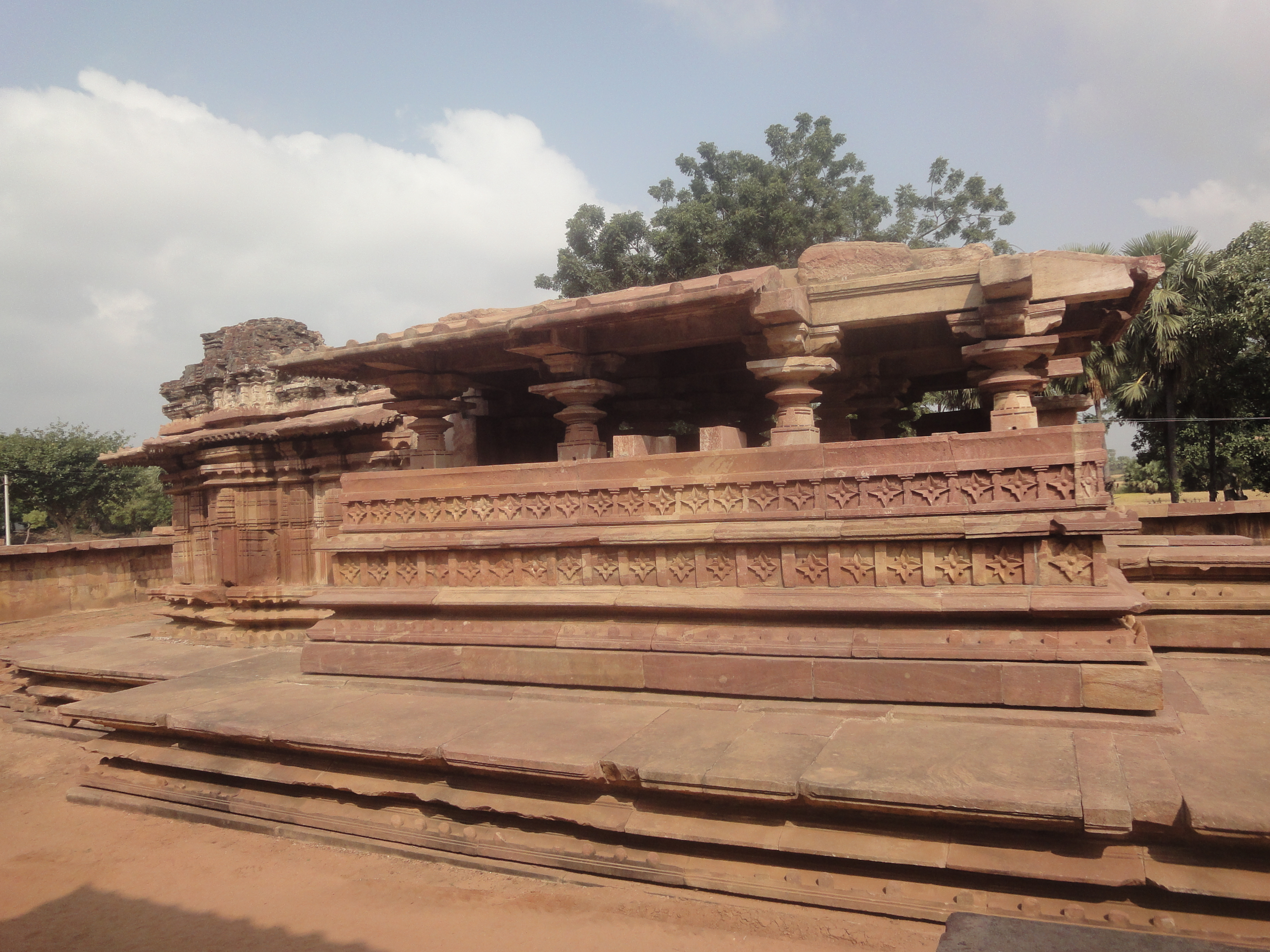